# Німецькі репресії проти поляків, що допомагали євреям

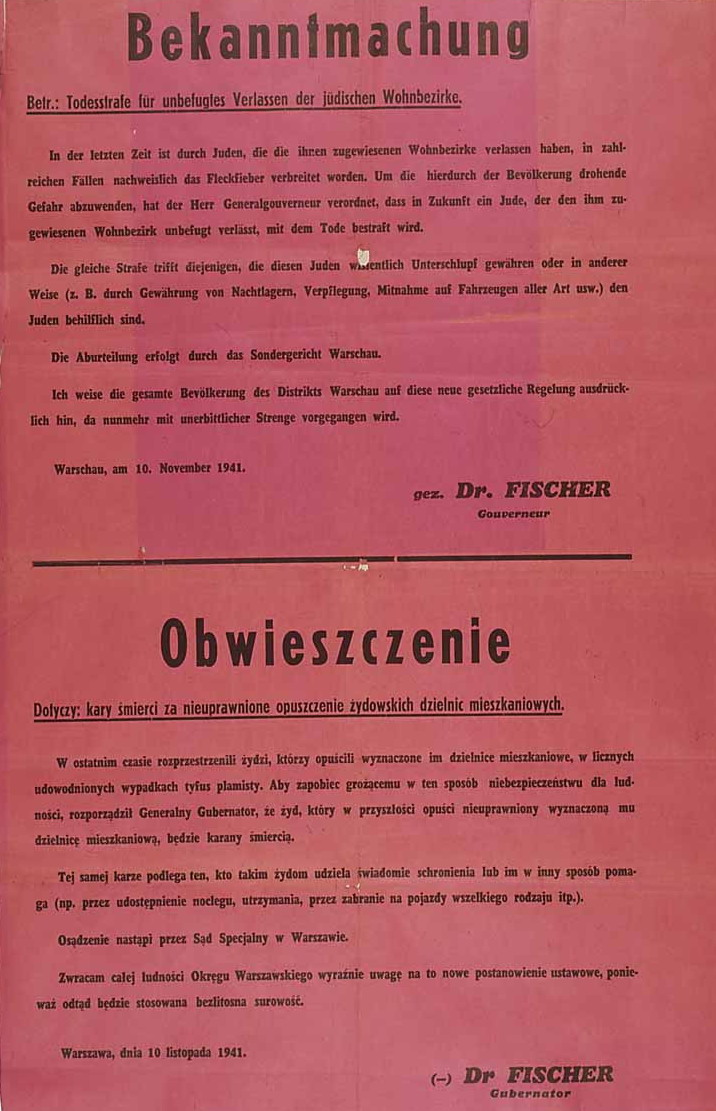
Оголошення губернатора варшавського округу Людвіга Фішера від 10 листопада 1941 року про погрозу смертної кари за допомогу євреям.

Німецькі репресії проти поляків, які допомагали євреям — репресії німецької окупаційної влади проти осіб польської національності, які допомагали євреям, народу, переслідуваному і масово винищуваному Третім Рейхом у 1939—1945 роках. Частина Голокосту в Польщі.
Накази окупаційної влади, і зокрема розпорядження генерал-губернатора Генерального губернаторства Ганса Франка від 15 жовтня 1941 р., передбачали смертну кару для кожного поляка, який прихистив єврея або якимось іншим чином йому допоміг. На практиці діапазон покарань, які застосовувалися до людей, які допомагали євреям, був широкий, починаючи від штрафів і конфіскації майна й закінчуючи, побиттям, ув'язненням, депортацією до концтабору і смертної кари. Через принцип колективної відповідальності, який застосовували німецькі окупанти, жертвами репресій ставали родини опікунів, а іноді й цілі місцеві громади.
Кількість поляків, страчених німцями за допомогу євреям, досі точно не встановлена. Найскромніші оцінки говорять про кілька сотень убитих.